# Арсен Карађорђевић
Арсеније Карађорђевић (Темишвар, 4/16. април 1859 — Париз, 19. октобар 1938) био је Карађорђев унук и син кнеза Александра Карађорђевића и кнегиње Персиде (рођене Ненадовић), рођени брат краља Петра I.

## Биографија
Школовао се у Паризу и Петрограду где је и добио високо војничко образовање, на Константинској официрској академији. Академију је заврио са чином коњичког потпоручника 1877. године после чега је служио у Руској војсци.
Од 1883. до 1885. године служио је као официр француске војне експедиције у Тонкину. Током борби био је рањаван али је показао изванредну храброст о којој је писала тадашња француска штампа. Четири наредне године проводи у Петровграду а онда ступа у Легију странаца. Поред храбрости показао је и изванредно командовање.
Отац му је преминуо 1885. Из неког разлога кнез Александар Карађорђевић није био задовољан ни њиме, ни његовим старијим братом Петром, па их је у тестаменту обојицу искључио из наследства и скоро све оставио свом средњем преживелом сину Ђорђу. Пре своје смрти Ђорђе је очевину оставио Арсену. Овај податак је Арсенов син кнез Павле пронашао тек око 1970. године у архивама свог оца, и на основу докумената из те архиве је закључио да је Ђорђе изгледа био најспособнији међу браћом.
Оженио се кнегињом Аурором Павловом Демидов ди Сан Донато 1. маја 1892. године у Петрограду, и са њом имао сина Павла. Сматрало се да се Арсен њоме оженио у Кијеву, али је његов син Павле током преписке са Костом Ст. Павловићем рекао да је то грешка, и да су се заправо венчали у Петрограду. 1895. се развео од кнегиње Ауроре, која је 1905. преминула. Сина Павла поверавају кнезу Петру који је живео у Женеви.
Оженио се по други пут Гитом Генчић која се након пада Обреновића развела од Ђорђа Генчића и по трећи пут удала за брата краља Петра Првог.
У руско-јапанском рату 1905. године командује коњичким пуком. У боју код Мукдена исказује велику храброст и била одликован највишим руским одликовањем - златном сабљом и бива унапређен у чин генерала, начелника кавалериске дивизије.
У мају 1911. приступа организацији "Црна рука".
У Првом и Другом балканском рату учествовао је као командант коњичке дивизије и борио се, као и увек у првим редовима, у биткама код Куманова, Битоља и Брегалнице. Након показане храбрости био је веома популаран у народу да је чак постао проблем за краља Петра I, који је затражио да му се нареди да оде из Србије. Разочаран одлази у Русију где поново учествује у борбама и то као генерал Царске гарде.
Након октобарске револуције бива ухапшен и суди му се пред совјетски суд грађана и војника. Након ослобађајуће пресуде напушта Русију и остатак живота проводи у Француској. Последњи пут борави у Београду након атентата на краља Александра.
Био је учесник девет ратова и имао је четрнаест двобоја. Од свих официра у српској историји имао је највећи број одликовања.
Након смрти у Паризу, његов син Павле Карађорђевић, тада први намесник, уз највише државне почасти сахранио га је у крипти цркве Св. Ђорђа на Опленцу. Ђорђе Генчић је преминуо истог дана кад и он.

## Титуле и признања
- 16. април 1859-15. јун 1903: Његово Височанство кнез Арсен Карађорђевић
- 15. јун 1903- 1. децембар 1918: Његово Височанство кнез Арсен Карађорђевић од Србије
- 1. децембар 1918- 19. октобар 1938: Његово Краљевско Височанство кнез Арсен Карађорђевић од Југославије

### Одликовања

#### Домаћа одликовања
- Орден Двоглавог Белог орла петог степена - Доделио његов брат Петар I Карађорђевић 6. августа (24. јула) 1903.[3]
- Орден Карађорђеве звезде, Краљевина Србија
- Орден Карађорђеве звезде са мачевима, Краљевина Србија
- Орден Белог орла, Краљевина Србија
- Орден Југословенске круне, Краљевина Југославија

##### Медаље и споменице
- Медаља за храброст (1912), (Краљевина Србија)
- Медаља за храброст (1913),(Краљевина Србија)
- Споменица на рат 1913. године, (Краљевина Србија)

#### Страна одликовања
- Орден светог Владимира, Руска Империја
- Орден светог Станислава, Руска Империја
- Орден светог Ђорђа, Руска Империја
- Златно оружје за заслуге, Руска Империја
- Орден Карола I, Краљевина Румунија
- Орден Светог Петра Цетињског, Краљевина Црна Гора
- Споменица руско-јапанског рата, Руска Империја
- Споменица другог француско-вијетнамског рата, Трећа Француска Република

## Породично стабло
|  |                            |  |  |  |  |  |  |  |  |  |  |  |  |  |  |  |
|  | 8. Петар Јовановић         |  |  |  |  |  |  |  |  |  |  |  |  |  |  |  |
|  |                            |  |  |  |  |  |  |  |  |  |  |  |  |  |  |  |
|  |                            |  |  |  |  |  |  |  |  |  |  |  |  |  |  |  |
|  | 4. Карађорђе Петровић      |  |  |  |  |  |  |  |  |  |  |  |  |  |  |  |
|  |                            |  |  |  |  |  |  |  |  |  |  |  |  |  |  |  |
|  |                            |  |  |  |  |  |  |  |  |  |  |  |  |  |  |  |
|  | 9. Марица Јовановић        |  |  |  |  |  |  |  |  |  |  |  |  |  |  |  |
|  |                            |  |  |  |  |  |  |  |  |  |  |  |  |  |  |  |
|  |                            |  |  |  |  |  |  |  |  |  |  |  |  |  |  |  |
|  | 2. Александар Карађорђевић |  |  |  |  |  |  |  |  |  |  |  |  |  |  |  |
|  |                            |  |  |  |  |  |  |  |  |  |  |  |  |  |  |  |
|  |                            |  |  |  |  |  |  |  |  |  |  |  |  |  |  |  |
|  | 5. Јелена Петровић         |  |  |  |  |  |  |  |  |  |  |  |  |  |  |  |
|  |                            |  |  |  |  |  |  |  |  |  |  |  |  |  |  |  |
|  |                            |  |  |  |  |  |  |  |  |  |  |  |  |  |  |  |
|  | 1. Арсен Карађорђевић      |  |  |  |  |  |  |  |  |  |  |  |  |  |  |  |
|  |                            |  |  |  |  |  |  |  |  |  |  |  |  |  |  |  |
|  |                            |  |  |  |  |  |  |  |  |  |  |  |  |  |  |  |
|  | 12. Јаков Ненадовић        |  |  |  |  |  |  |  |  |  |  |  |  |  |  |  |
|  |                            |  |  |  |  |  |  |  |  |  |  |  |  |  |  |  |
|  |                            |  |  |  |  |  |  |  |  |  |  |  |  |  |  |  |
|  | 6. Јеврем Ненадовић        |  |  |  |  |  |  |  |  |  |  |  |  |  |  |  |
|  |                            |  |  |  |  |  |  |  |  |  |  |  |  |  |  |  |
|  |                            |  |  |  |  |  |  |  |  |  |  |  |  |  |  |  |
|  | 3. Персида Карађорђевић    |  |  |  |  |  |  |  |  |  |  |  |  |  |  |  |
|  |                            |  |  |  |  |  |  |  |  |  |  |  |  |  |  |  |
|  |                            |  |  |  |  |  |  |  |  |  |  |  |  |  |  |  |
|  | 14. Младен Миловановић     |  |  |  |  |  |  |  |  |  |  |  |  |  |  |  |
|  |                            |  |  |  |  |  |  |  |  |  |  |  |  |  |  |  |
|  |                            |  |  |  |  |  |  |  |  |  |  |  |  |  |  |  |
|  | 7. Јованка Ненадовић       |  |  |  |  |  |  |  |  |  |  |  |  |  |  |  |
|  |                            |  |  |  |  |  |  |  |  |  |  |  |  |  |  |  |
|  |                            |  |  |  |  |  |  |  |  |  |  |  |  |  |  |  |

## Занимљивости
- Из неког разлога његов отац кнез Александар Карађорђевић није био задовољан ни њиме, ни његовим старијим братом Петром, па их је у тестаменту обојицу искључио из наследства и скоро све оставио свом средњем преживелом сину Ђорђу. Пре своје смрти Ђорђе је очевину оставио Арсену. Овај податак је Арсенов син кнез Павле пронашао тек око 1970. године у архивама свог оца, и на основу докумената из те архиве је закључио да је Ђорђе изгледа био најспособнији међу браћом.[1]
- Био је висок око 1,74m.[4]
- Он и Ђорђе Генчић су преминули истог дана, а обојица су у једном тренутку живота били ожењени Гитом Генчић.